# Bois-d'Arcy (Île-de-France)
Bois-d'Arcy è un comune francese di 13 841 abitanti situato nel dipartimento degli Yvelines nella regione dell'Île-de-France, situato a circa 9 km ad ovest di Versailles.
Incluso l'11 agosto 1972 nel perimetro della città nuova di Saint-Quentin-en-Yvelines, Bois-d'Arcy l'ha lasciata il 23 dicembre 1983 al momento del passaggio allo statuto di nuovo agglomerato.

## Geografia fisica
Il comune di Bois-d'Arcy si trova su un altopiano dominante a sud la pianura di Versailles. È limitrofo a Montigny-le-Bretonneux e Trappes a sud, a Clayes-sous-Bois ad ovest, a Villepreux e Fontenay-le-Fleury a nord, a Saint-Cyr-l'École ad est.
È un territorio molto urbanizzato, parzialmente boscoso a nord (foresta domaniale di Bois-d'Arcy).
Il comune si trova all'incrocio di due assi autostradali: l'autostrada A12 e l'asse N12-N286 con caratteristiche autostradali, che formano con la viabilità locale e la vicina RN 10 uno svincolo importante.

## Origini del nome
Il nome Arcy viene dal francese antico arscis, "terra bruciata".

## Storia
La creazione del paese in una zona coperta di foreste risale verosimilmente all'XI secolo.
Nel XVII secolo le terre vennero acquistate da Luigi XIV che creò uno stagno destinato ad alimentare d'acqua i bacini della reggia di Versailles.
Nel 1874, costruzione della batterie di Bois-d'Arcy, in un insieme di fortificazioni intorno a Parigi.
Nel 1907, Santos-Dumont si stabilì nella fattoria Sainte-Marie dove sperimentò i suoi apparecchi «più pesanti dell'aria».
Nel 1931, l'urbanizzazione del paese accelerò con la creazione del lotto Saint-Jean.
Nel 1980: inaugurazione della prigione di Bois-d'Arcy.
9 aprile 1984: incendio del campanile della chiesa.

## Società

### Evoluzione demografica
Abitanti censiti

## Amministrazione

### Gemellaggi
- Mücheln (Sassonia-Anhalt,  Germania)

## Economia
Comune residenziale.
Zona industriale di 50 ha.
Archivi del Film del Centro nazionale di cinematografia (CNC), installati in un antico forte militare, la batteria di Bois-d'Arcy.
Prigione di Bois-d'Arcy (Prigione degli Yvelines)